# 4935 Maslachkova
4935 Maslachkova este un asteroid din centura principală, descoperit pe 13 august 1985 de Nikolai Cernîh.